# Pantalla gráfica de cristal líquido
Una pantalla gráfica de cristal líquido o GLCD (acrónimo del inglés Graphic Liquid Crystal Display) es una pantalla plana formada por una matriz de píxeles monocromos colocados delante de una fuente de luz o reflectora. A menudo se utiliza en dispositivos electrónicos de pilas, ya que utiliza cantidades muy pequeñas de energía eléctrica, hay versiones de pantallas con diferentes controladores embebidos, como el Samsung KS0107, Samsung KS0108 o el Toshiba T6963.
Dispone de una memoria RAM interna del mismo tamaño de la capacidad que dispone la pantalla, por ejemplo, si una pantalla tiene un tamaño de 128 pixeles de largo por 64 pixeles de alto (128x64) tiene una memoria RAM interna de la misma capacidad (128x64).
Por lo general son manejados por microcontroladores para la configuración y utilización de la misma.

## Tamaños
Hay varios tamaños y por lo general los expresan por la cantidad de pixeles que disponen. Tamaños habituales son:
- 240x128
- 240x64
- 160x128
- 128x128
- 128x66
- 128x64
- 96x65 (usado, por ejemplo, en el teléfono Nokia 7110)

## Características de una GLCD 128x64
- Conformado por una matriz de puntos de visualización de 128 pixeles de largo por 64 pixeles de alto.
- Su iluminación de fondo está entre verde-amarillo cuando se enciende.
- Fácil manejo con microprocesadores de 8-Bits.
- Bajo consumo.
- Contiene dos controladores internos un KS0108B y KS0107B.

## Descripción de los pines de conexión de una GLCD 128x64
- PIN 1: VSS (Conexión a tierra)
- PIN 2: VDD (Conexión de alimentación ±5 V)
- PIN 3: V0 (Voltaje de salida negativa, por lo general es usada con un potenciómetro con el PIN 18 para el ajuste del contraste de los pixeles)
- PIN 4: D/I (Datos de E/S para el cambio de registro)
- PIN 5: R/W (Determina si los datos se van a leer o escribir)
- PIN 6: E (Habilita la comunicación con la GLCD)
- PIN 7 - 14 (Especifica un dato de 8-Bits de información)
- PIN15: CS1 (Indica si se selecciona la primera mitad de la pantalla, pixeles 0-63)
- PIN16: CS2 (Indica si se selecciona la segunda mitad de la pantalla, pixeles 64-127)
- PIN17: RESETB (Señal de reinicio, funciona de varias forma dependiendo de la ocasión)
- PIN18: VEE (Conexión de ajuste de contraste de los pixeles)
- PIN19: A (Conexión positiva de la luz de fondo, por lo general son +5V)
- PIN20: K (Conexión negativa de la luz de fondo, por lo general es tierra)

### Controlador KS0107
El KS0107B es un controlador LSI con 64 canales de salidas para el uso de la matriz de puntos para los sistemas de visualización de la GLCD. Este dispositivo provee 64 registros de desplazamiento y 64 controladores de salida. Genera la señal de temporización para controlar el KS0108B (64 canales de segmentos). 
El KS0107B se fabrica con tecnología CMOS de bajo consumo y está compuesto por el sistema de la pantalla de cristal líquido en combinación con el KS0108B (64 canales de segmentos).

### Controlador KS0108
El KS0108B es un controlador LSI con 64 canales de salidas para la matriz de puntos para el sistema de visualización de la GLCD. Este dispositivo consiste en la RAM de pantalla, 64 bit de datos por latcheos, 64 bits de controladores y de decodificadores lógicos. Tiene una RAM interna para almacenar los datos de la pantalla que son transferidos desde un microcontrolador de 8-bits y luego genera las señales correspondientes de los datos almacenados a la matriz de puntos de la pantalla. El KS0108B está compuesto por el sistema de la pantalla de cristal líquido en combinación con el controlador KS0107B (64 controladores comunes).